# Awaken
『Awaken』（アウェイクン）は、2019年4月17日にavex traxから発売された韓国のアイドルグループNCT 127の日本での1枚目のオリジナルアルバム。

## 概要
- NCT 127の日本での1枚目のスタジオアルバム。
- 作品テーマは「目覚める」や「覚醒」をイメージしている[1]。
- 「繋がり連鎖することで世界が拡張していく中、『自分を見つめ直し新たな自分(The Origin)を発見し、覚醒する(Awaken)』」というメッセージを伝えている[2]。
- タイトル曲「Wakey-Wakey」含む日本語新曲6曲の他、韓国発表曲「TOUCH」「Limitless」の日本語版や、「FireTruck」「CherryBomb」のオリジナルの韓国語版、「Regular」英語版など多言語な収録曲12曲で構成されている。

### プロモーション
- 2019年3月18日、タイトル曲「Wakey-Wakey」のミュージックビデオが公開された。
「鎖」や「ロープ」といった象徴的なモチーフを身にまといながら、夢と現実、またその狭間が交錯する世界観を描いている[3]。
- 4月2日、東京・六本木ヒルズアリーナで、グループ名にちなんだ1270人限定のリリース記念イベントを開催した[4]。

### チャート成績
- 4月29日、オリコン週間アルバムチャートで4位を記録した[5]。

## 収録曲
1. Lips [3:09]
  - 作詞 ：AKIRA
  - 作曲 ：Sam Fishman、Didrik Thott、Andreas Ohrn
2. Wakey-Wakey [3:04]
  - 作詞 ：MEG.ME
  - 作曲 ：Sebastian Thott、Andreas Oberg、DEEZ

タイトル曲。中毒性のあるリフが印象的なエレクトロニックダンスナンバー。腕を横に伸ばしながら指先を細かく動かすインベーダーダンスがポイントである。
3. Chain [3:44]
  - 作詞 ：MEG.ME
  - 作曲 ：250、Albin Nordqvist

日本1stミニアルバム『Chain』タイトル曲。
4. Regular (English ver.) [3:41]
  - 作詞 ：Wilbart 'Vedo' McCoy III、TAEYONG、MARK
  - 作曲 ：Mike Daley、Mitchell Owens、Wilbart 'Vedo' McCoy III、George Kranz、유영진
  - 編曲 ：Mike Daley、Mitchell Owens
5. Touch (Japanese ver.) [3:12]
  - 作詞 ：Yun-Kyoung Cho、Min-Ji Kim (Jam Factory)、Jin-Hye Shin (Jam Factory)、日本語詞：MEG.ME
  - 作曲 ：LDN Noise、DEEZ、Adrian McKinnon
6. Blow My Mind [3:50]
  - 作詞 ：いしわたり淳治
  - 作曲 ：David Amber、Jonny Shorr、Will Jays
7. Limitless (Japanese ver.) [4:10]
  - 作詞 ：Kenzie、日本語詞：桜井紗良
  - 作曲 ：Kenzie、Harvey Mason Jr.、Patrick “J Que” Smith、Kevin Randolph、Dewain Whitmore、Andrew Hey、Brittany Burton
8. Long Slow Distance [4:26]
  - 作詞 ：Natsumi Kobayashi
  - 作曲 ：Lee Dae Hee (ZigZagNote)、Moon Sang Sun、Drew Ryan Scott、Sean Michael Alexander

ハーモニーが美しい日本語バラード曲。
9. Kitchen Beat [3:31]
  - 作詞 ：Ume
  - 作曲 ：Jan Baars、Rajan Muse、Ronnie Icon

騒々しさが魅力的なトラック。
10. Cherry Bomb (Korean ver.) [3:58]
  - 作詞 ：TAEYONG、MARK、딥플로우、임정효、오민주
  - 作曲 ：Dwayne Abernathy Jr.、Jennifer Decilveo、DEEZ、Jakob 'Jay' Mihoubi、Rudi 'Rudy' Daouk、Michael Woods、Kevin White、Andrew Bazzi、MZMC
  - 編曲 ：Dem Jointz、DEEZ、유영진
11. Fire Truck (Korean ver.) [3:00]
  - 作詞 ：TAEYONG、MARK、JAEHYUN、이스란
  - 作曲 ：LDN Noise、Tay Jasper、Ylva Dimberg
  - 編曲 ：LDN Noise
12. End to Start [3:31]
  - 作詞 ：Tony Esterly、Jung Youth、日本語詞：Amon Hayashi for Digz inc.
  - 作曲 ：Tony Esterly、Jung Youth